# Araniella villanii
Espèce
Araniella villanii est une espèce d'araignées aranéomorphes de la famille des Araneidae.

## Distribution
Cette espèce se rencontre en Iran, en Azerbaïdjan, au Kazakhstan et en Inde.
Elle est potentiellement largement distribué au Asie de l'Ouest et en Asie centrale.

## Description
Le mâle holotype mesure 4,37 mm et la femelle paratype 6,00 mm.

### Mâle
La carapace, le sternum, le labium, les chélicères et les maxillaires sont brun rougeâtre, plus clair ventralement, carapace avec deux larges bandes marginales sombres. Les pattes sont de couleur plus claire que la carapace, distalement avec de larges annulations sombres. L'abdomen est pâle (stocké dans l'alcool, très probablement vert dans les spécimens vivants) dorsalement, gris foncé ventralement, postéro-dorsalement avec trois paires de taches latérales noires. Les filières sont brun clair, le segment apical plus clair.
La carapace mesure 1,91 mm de long sur 1,69 mm pour la pars thoracica et 0,76 mm pour chez la pars cephalica.
La tailles des yeux et leurs inter-distances est : AME: 0,08, ALE: 0,07, PME: 0,09, PLE: 0,09, AME – AME: 0,12, PME – PME: 0,11.
La patte I mesure : 6,43 mm (1,97, 0,82, 1,50, 1,46, 0,68).

### Femelle
La coloration est identique à celle du mâle.
Les conduits copulateurs ne sont pas clairement visibles à travers la cuticule épigyne.
La carapace mesure mm de long sur mm 2,58 de long, 2,15 de large chez la pars thoracica, 1,29 chez la pars cephalica.
La tailles des yeux et leurs inter-distances est : AME: 0,09, ALE: 0,08, PME: 0,10, PLE: 0,09, AME – AME: 0,14, PME – PME: 0,12.
La patte I mesure : 6,78 mm (1,93, 0,98, 1,49, 1,51, 0,87).

## Systématique et taxinomie
Cette espèce a été décrite par Zamani, Marusik et Šestáková en 2020.

## Étymologie
Cette espèce est nommée en l'honneur de Cédric Villani,,, mathématicien et homme politique français, et ce en raison de sa passion notable pour les araignées.

## Publication originale
- Zamani, Marusik & Šestáková, 2020 : « On Araniella and Neoscona (Araneae, Araneidae) of the Caucasus, Middle East and Central Asia. » ZooKeys, vol. 906, p. 13-40 (texte intégral).